# 上神氏
上神氏（うえかみし）は、日本の武家氏族。

## 概要
村上源氏名和氏の分流を称する。南北朝時代の備前国に存在した一族で名和長年の祖父行盛の三男小三郎行貞入道を祖とする。家紋は竹の丸に桐。石山城（岡山城）は上神高直が正平年間に最初に築いたとされ、高直は岡山城で戦死している。